# Ромоданівка
Ромоданівка — колишнє село в Україні, у Миргородському районі Полтавської області. Проіснувало до 11.08.2005.

## Географія
Село Ромоданівка знаходилося за 2 км від лівого берега річки Буйлів Яр, за 1,5 км від села Забодаква. По селу протікає пересихаючий струмок з загатою.

## Історія
Ймовірно поселення отримало свою назву від Ромоданівського шляху.
У другій половині 20-го століття — існувала початкова школа.
Вихідці із села зустрічаються на сторінках Книг Пам'яті та Скорботи Полтавської області
Село зняте з обліку 11.08.2005 року.